# Chiesa di Santa Maria delle Grazie (Ancona)
La chiesa di Santa Maria delle Grazie è una chiesa di Ancona, nel quartiere delle Grazie.

## Storia
Nel 1840 venne eretto un primo edificio dal locale architetto Pietro Politi; era a unica navata con abside e altari laterali, e dava sulla allora strada principale, nota poi come via Grazie.
Con la crescita del quartiere omonimo nel secondo dopoguerra, venne abbandonata e sconsacrata e l'interno venne poi diviso in locali a uso civile e venne sostituita da un nuovo edificio nel 1960 progettato dall'ingegnere Eugenio Belvederesi.

## Descrizione
L'edificio è caratterizzato da copertura in embrici di ardesia a squame di pesce intersecata con lunettoni finestrati, entrambi a sezioni paraboloidi. Sottostante all'edificio e sotto il sagrato vi sono i locali parrocchiali, tra cui un cinema-teatro.